# جوزيف هاميلتون
جوزيف هاميلتون (بالإنجليزية: Joseph Hamilton)‏ هو صحفي وشخصية أعمال ومُحرِّر وسياسي أمريكي، ولد في 1826. حزبياً، نشط في الحزب الديمقراطي. وقد انتخب عضو جمعية ولاية ويسكونسن.